# Crippleware
Crippleware é uma variação de shareware. É uma versão totalmente gratuita de um software, mas defasada em relação à sua versão completa (paga). Um exemplo de Crippleware é um editor de texto que não salva nem abre arquivos, e para utilizar esses recursos essenciais você deve comprar uma licença de uso.
Esse tipo de software pode ser conhecido também por versão lite ou "versão enxuta", "versão leve" e não precisa necessariamente estar associado a um software de demonstração.